# 罗布·斯科特
罗布·斯科特（英語：Rob Scott，1969年8月5日—），男，澳大利亚企业家，前赛艇运动员。他曾代表澳大利亚参加1992年和1996年夏季奥林匹克运动会赛艇比赛，其中1996年奥运会获得一枚银牌。